# 秋田県立大館桂桜高等学校
秋田県立大館桂桜高等学校（あきたけんりつ おおだてけいおうこうとうがっこう）は、秋田県大館市片山町三丁目に所在する公立の高等学校。

## 設置学科
- 普通科
  - 文理コース
  - ビジネスコース
- 生活科学科
  - 生活実践コース
  - 福祉コース
- 機械科
  - 加工技術コース
  - 制御技術コース
- 電気科
  - 電気技術コース
  - 情報通信コース
- 土木・建築科
  - 土木コース
  - 建築コース

## 沿革
- 2016年（平成28年） - 秋田県立大館桂高等学校、秋田県立大館高等学校、秋田県立大館工業高等学校が統合し、秋田県立大館桂桜高等学校が開校[2]。

## 部活動
- 運動部
  - 野球、陸上競技、バスケットボール、バドミントン、バレーボール、剣道、ソフトテニス、ソフトボール、柔道、卓球、水泳、サッカー、ラグビー、弓道

- 文化部
  - 吹奏楽、演劇、芸術、写真、茶華道、工作、  情報処理、電気、文芸、食物

## アクセス
- 秋北バスが運行している以下の路線で｢大館桂桜高校｣下車。
  - 奥羽本線大館駅より鷹巣方面行
  - 花輪線東大館駅よりイオン大館店前行